# Línea 521 (Interurbanos Madrid)
La línea 521 de la red de autobuses interurbanos de Madrid comunica Móstoles con Madrid, llegando hasta el intercambiador de Príncipe Pío.

## Características
Por Móstoles cubre el barrio céntrico de Pradillo y tiene exactamente el mismo recorrido que la línea 520 en sentido Móstoles. En sentido Madrid, esta línea se desvía por la calle Barcelona para luego salir a la avenida de Portugal y dirigirse hacia Alcorcón por la antigua carretera N-V. La 521 toma la M-50 hasta la incorporación con la A-5 en sentido Madrid.
Está operada por Arriva Madrid mediante la concesión administrativa VCM-501 - Madrid – Batres (Viajeros Comunidad de Madrid) del Consorcio Regional de Transportes de Madrid.
Desde el miércoles 15 de enero de 2025, la línea se vio modificada como consecuencia del soterramiento del Paseo de Extremadura, acortando su recorrido hasta Cuatro Vientos, donde los autobuses del corredor 5 tendrán su cabecera provisional mientras duren las obras.

### Frecuencias
| Lunes a viernes laborables lectivos (1 sept. - 31 julio)    |                     |
| De 6:01 a 10:52                                             | entre 5-9 min       |
| De 11:02 a 13:27                                            | entre 10-13 min     |
| De 13:35 a 21:55                                            | cada 5 min          |
| De 22:01 a 23:30                                            | entre 6-13 min      |
| De 23:30 a 24:00                                            | cada 15 min         |
| A 0:15 - 0:30 - 0:45 - 1:00                                 |                     |
| Lunes a viernes laborables no lectivos (1 sept. - 31 julio) |                     |
| A 6:01 - 6:10 - 6:20 - 6:30 - 6:50                          |                     |
| De 7:07 a 10:23                                             | cada 7 min          |
| De 10:31 a 13:25                                            | entre 7-10 min      |
| De 13:31 a 22:25                                            | entre 6-7 min       |
| De 22:25 a 23:15                                            | cada 10 min         |
| De 23:15 a 24:00                                            | cada 15 min         |
| A 0:15 - 0:30 - 0:45 - 1:00                                 |                     |
| Lunes a viernes laborables (Agosto)                         |                     |
| De 6:00 a 0:00                                              | entre 7-10 min      |
| A 0:10 - 0:20 - 0:30 - 0:40 - 0:50                          |                     |
| Sábados laborables (1 sept. - 31 julio)                     |                     |
| De 6:05 a 9:46                                              | entre 12-16 minutos |
| De 9:46 a 18:16                                             | cada 10 minutos     |
| De 18:16 a 21:52                                            | cada 9 minutos      |
| De 22:04 a 23:55                                            | entre 10-15 minutos |
| A 0:11 - 0:28 - 0:45 - 1:00                                 |                     |
| Domingos y festivos (1 sept. - 31 julio)                    |                     |
| De 6:35 a 9:34                                              | entre 13-17 minutos |
| De 9:47 a 18:17                                             | cada 10 minutos     |
| De 18:26 a 22:45                                            | entre 9-10 minutos  |
| De 23:00 a 23:55                                            | entre 15-17 minutos |
| A 0:11 - 0:28 - 0:45                                        |                     |
| Sábados laborables, domingos y festivos (Agosto)            |                     |
| A 6:15 - 6:30                                               |                     |
| de 6:45 a 24:00                                             | cada 15 minutos     |
| A 0:15 - 0:30 - 0:45                                        |                     |

| Lunes a viernes laborables lectivos (1 sept. - 31 julio)    |                     |
| A 5:30 - 5:31 - 5:32                                        |                     |
| De 5:39 a 21:22                                             | entre 5-10 min      |
| De 21:32 a 23:17                                            | entre 10-15 min     |
| A 23:32 - 23:47 - 0:02 - 0:17                               |                     |
| Lunes a viernes laborables no lectivos (1 sept. - 31 julio) |                     |
| A 5:30 - 5:31 - 5:37 - 5:50                                 |                     |
| De 6:00 a 22:30                                             | entre 6-10 min      |
| De 22:30 a 23:15                                            | cada 15 min         |
| A 23:30 - 23:45 - 24:00 - 0:15                              |                     |
| Lunes a viernes laborables (Agosto)                         |                     |
| A 5:29                                                      |                     |
| De 5:30 a 23:15                                             | entre 7-10 min      |
| A 23:25 - 23:35 - 23:45 - 23:55 - 0:10                      |                     |
| Sábados laborables (1 sept. - 31 julio)                     |                     |
| De 5:20 a 9:01                                              | entre 10-13 minutos |
| De 9:02 a 22:00                                             | entre 9-10 minutos  |
| De 22:00 a 23:15                                            | cada 15 minutos     |
| A 23:30 - 23:45 - 24:00                                     |                     |
| Domingos y festivos (1 sept. - 31 julio)                    |                     |
| De 6:00 a 9:02                                              | cada 13 minutos     |
| De 9:02 a 22:00                                             | entre 9-10 minutos  |
| De 22:00 a 23:15                                            | cada 15 minutos     |
| A 23:30 - 23:45 - 24:00                                     |                     |
| Sábados laborables, domingos y festivos (Agosto)            |                     |
| A 5:30 - 5:45                                               |                     |
| De 6:00 a 23:15                                             | cada 15 minutos     |
| A 23:30 - 23:45 - 24:00                                     |                     |

1. ↑  Consorcio Regional de Transportes de Madrid. «Alternativas de transporte público durante las obras de soterramiento de la A-5». Consultado el 12 de enero de 2025.
2. 1 2 3 4 5 6 7 8 9 10 11 12 13 14 15 16 17 18 19 20 21 22 23  Salen de la glorieta de San Vicente.
3. 1 2 3 4  Sólo sábados laborables.
4. 1 2 3  Sale de la calle Cartaya.
5. ↑  Sale de la calle Dos de Mayo.
6. 1 2 3 4 5 6 7 8 9 10 11 12 13 14 15 16 17 18 19 20 21 22  Llegan a la glorieta de San Vicente.

## Recorrido y paradas
NOTA: Debido a las obras de soterramiento de la autovía A-5, las paradas sombreadas en rojo se encuentran fuera de servicio, desde el 15 de enero de 2025 hasta fin de obras.

### Sentido Móstoles
| Código                                                     | Parada                                          | Común con                                                                                         | Conexiones con Metro y Cercanías | Municipio | Zona |
| ---------------------------------------------------------- | ----------------------------------------------- | ------------------------------------------------------------------------------------------------- | -------------------------------- | --------- | ---- |
| 17051                                                      | Intercambiador de Príncipe Pío (dársenas 14-15) |                                                                                                   | Príncipe Pío                     | Madrid    |      |
| Cabecera de las expediciones que salen desde la superficie |                                                 |                                                                                                   |                                  |           |      |
| 4070                                                       | Glorieta de San Vicente                         | N18 N19                                                                                           | Príncipe Pío                     | Madrid    |      |
| Paradas del itinerario normal                              |                                                 |                                                                                                   |                                  |           |      |
| 881                                                        | Paseo de Extremadura-El Greco                   | 36 39 65 511 512 513 514 516 518 522 523 524 525 528 534 538 539 541 545 546 547 548 551 581      |                                  | Madrid    |      |
| 892                                                        | Campamento                                      | 36 39 495 511 512 513 514 516 518 522 523 524 525 528 534 538 539 541 545 546 547 548 551 573 581 | Campamento                       | Madrid    |      |
| 08461                                                      | P.º Extremadura - Cuatro Vientos                | 495 511 512 513 514 516 517 518 522 523 524 525 528 534 538 539 551 560 581                       | Cuatro Vientos                   | Madrid    |      |
| 08376                                                      | Ctra. A-5 - Museo del Aire y del Espacio        | 511 512 513 514 516 517 518 522 523 524 525 528 534 538 539 560                                   |                                  | Madrid    |      |
| 11264                                                      | Margarita - Orquídea                            | 523                                                                                               |                                  | Móstoles  |      |
| 11885                                                      | Margarita - Crisantemo                          | 523 529 529A 531 531A 4                                                                           |                                  | Móstoles  |      |
| 11266                                                      | Av. Alcalde de Móstoles - Pintor Velázquez      | 523 529 529A 529H 531 531A 4                                                                      |                                  | Móstoles  |      |
| 09702                                                      | Av. Alcalde de Móstoles - Bécquer               | 523 526 529 529A 529H 531 531A                                                                    |                                  | Móstoles  |      |
| 08987                                                      | Av. Portugal - Severo Ochoa                     | 520 526 529 529A 529H 531 531A 1 4                                                                |                                  | Móstoles  |      |
| 08552                                                      | Baleares - Badajoz                              | 520 1 4                                                                                           |                                  | Móstoles  |      |
| 09712                                                      | Baleares - Barcelona                            | 520 1 4                                                                                           |                                  | Móstoles  |      |
| 12703                                                      | Baleares - C.º de Leganés                       | 520 4                                                                                             |                                  | Móstoles  |      |
| 10876                                                      | Simón Hernández - Las Palmas                    | 520 526 527                                                                                       |                                  | Móstoles  |      |
| 08559                                                      | Simón Hernández - Mariblanca                    | 520 526 527                                                                                       |                                  | Móstoles  |      |
| 08583                                                      | Cartaya - Trva. Castellón                       | 520                                                                                               |                                  | Móstoles  |      |
| 08574                                                      | Alcalde Zalamea - Parque Dos de Mayo            | 520 2 3                                                                                           | Pradillo                         | Móstoles  |      |
| 08575                                                      | P.º Arroyomolinos - Huesca                      | 520 2 3                                                                                           |                                  | Móstoles  |      |
| 08576                                                      | P.º Arroyomolinos - Parque La Paz               | 520 1 2 3                                                                                         | Hospital de Móstoles             | Móstoles  |      |
| 08577                                                      | P.º Arroyomolinos - Río Duero                   | 520 1                                                                                             |                                  | Móstoles  |      |
| 18079                                                      | P.º Arroyomolinos - Río Guadalquivir            | 520 523                                                                                           |                                  | Móstoles  |      |
| 11363                                                      | P.º Arroyomolinos - E Polígono Industrial 1     | 520 523                                                                                           |                                  | Móstoles  |      |

### Sentido Madrid
| Código                                                     | Parada                                            | Común con                                                                                  | Conexiones con Metro y Cercanías | Municipio | Zona |
| ---------------------------------------------------------- | ------------------------------------------------- | ------------------------------------------------------------------------------------------ | -------------------------------- | --------- | ---- |
| 11329                                                      | E Polígono Industrial 1 - Av. Cámara de Industria | 520 523                                                                                    |                                  | Móstoles  |      |
| 12021                                                      | E Polígono Industrial 1 - Moraleja de Enmedio     | 520 523                                                                                    |                                  | Móstoles  |      |
| 11328                                                      | Moraleja de Enmedio - Desarrollo                  | 520 523 2                                                                                  |                                  | Móstoles  |      |
| 10873                                                      | Moraleja de Enmedio - Grecia                      | 520 523 2                                                                                  |                                  | Móstoles  |      |
| 08578                                                      | Alfonso XII - P.º Arroyomolinos                   | 520 2                                                                                      |                                  | Móstoles  |      |
| 05190                                                      | Alfonso XII - Río Tormes                          | 520 2 3                                                                                    | Hospital de Móstoles             | Móstoles  |      |
| 08601                                                      | Av. Dos de Mayo - Huesca                          | 519 520 1 2 3                                                                              |                                  | Móstoles  |      |
| 08573                                                      | Juan XXIII - Residencia                           | 519 520 2 3                                                                                | Pradillo                         | Móstoles  |      |
| 08584                                                      | Cartaya - Castellón                               | 519 520                                                                                    |                                  | Móstoles  |      |
| 08555                                                      | Barcelona - San Marcial                           | 520                                                                                        |                                  | Móstoles  |      |
| 08567                                                      | Barcelona - Centro de Salud                       | 520 1                                                                                      |                                  | Móstoles  |      |
| 08554                                                      | Av. ONU - Parque Levante                          | 523 1                                                                                      |                                  | Móstoles  |      |
| 08547                                                      | Av. Portugal - Av. ONU                            | 520                                                                                        |                                  | Móstoles  |      |
| 08377                                                      | Ctra. A-5 - Museo del Aire y del Espacio          | 511 512 513 514 516 517 518 522 523 524 525 528 534 538 539 560                            |                                  | Madrid    |      |
| 08464                                                      | P.º Extremadura - Cuatro Vientos                  | 495 511 512 513 514 516 517 518 522 523 524 525 528 534 538 539 551 560 581                | Cuatro Vientos                   | Madrid    |      |
| 893                                                        | Campamento                                        | 39 495 511 512 513 514 516 518 522 523 524 525 528 534 538 539 541 545 546 547 548 551 581 | Campamento                       | Madrid    |      |
| 885                                                        | Surbatán                                          | 36 39 511 512 513 514 516 518 522 523 524 525 528 534 538 539 541 545 546 547 548 551 581  |                                  | Madrid    |      |
| Terminal de las expediciones que terminan en la superficie |                                                   |                                                                                            |                                  |           |      |
| 4070                                                       | Glorieta de San Vicente                           | N18 N19                                                                                    | Príncipe Pío                     | Madrid    |      |
| Terminal del itinerario normal                             |                                                   |                                                                                            |                                  |           |      |
| 17051                                                      | Intercambiador de Príncipe Pío (dársenas 14-15)   |                                                                                            | Príncipe Pío                     | Madrid    |      |